# Exidy Sorcerer

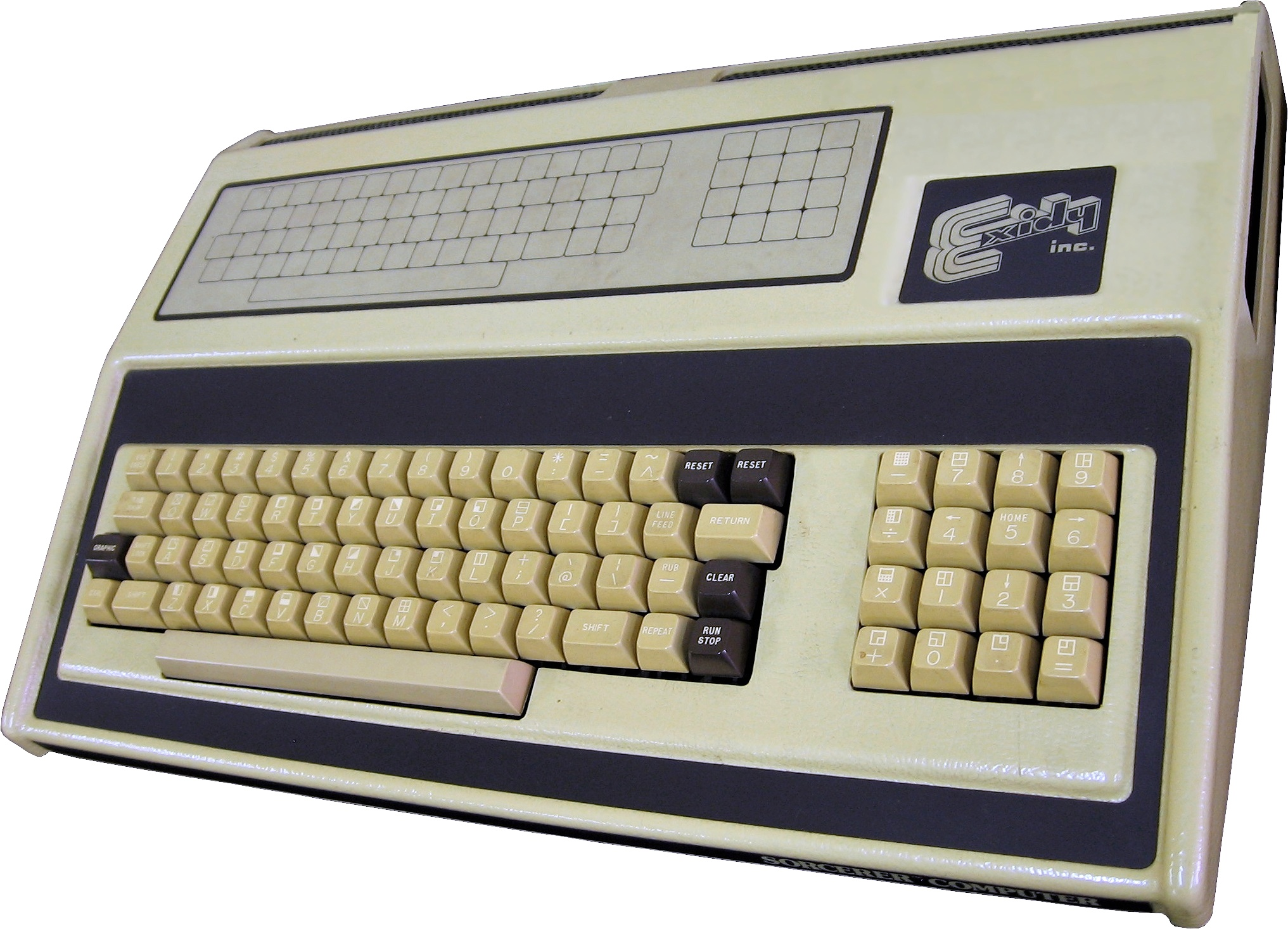
Exidy Sorcerer

De Exidy Sorcerer is een computer die oorspronkelijk in 1978 is ontwikkeld door Exidy. Dit bedrijf richtte zich op de markt van videospellen. In de Verenigde Staten is het niet echt een succes geweest, dit in tegenstelling tot vooral Nederland.

## Historie
Eind 1979 startte Teleac met het uitzenden van de cursus Microprocessors 2 op de televisie. Deelnemers konden zich inschrijven om in het bezit van een computer te komen. In eerste instantie werd de INDATA's DAI aangeboden, die ook in de cursus werd gebruikt.
Het Belgische bedrijf kon, door diverse omstandigheden, de overweldigende vraag niet aan. Als alternatief werd de Sorcerer aangeboden die werd geïmporteerd door het bedrijf Expert. In later stadium werd de productie van nieuwe machines overgenomen door CompuData in Nederland.
Gebruikers van de Sorcerer konden zich aansluiten bij de gebruikersgroep ESGG (Exidy Sorcerer Gebruikers Groep), die voortkwam uit de HCC (Hobby Computer Club). De ESGG werd in 1982 opgesplitst in de HCC-ESGG en de Stichting ESGG. De Stichting beheerde de financiën van de HCC-ESGG en de uitgaaf van het ESGG Periodiek alsmede de uitgaaf van door leden vervaardigde software. Tweemaandelijks kwam het papieren periodiek uit tussen februari 1982 en eind april 1991 (laatste nummer was 55). Software verscheen op cassettebandjes, later op floppy disks.
In eigen beheer pasten leden van de ESGG het intern geheugen aan (van 64KB naar 768 KB) en maakten Digital Research CP/M 3.0 geschikt voor de Exidy Sorcerer. De HCC ontbond de gebruikersgroep in 1991.

## Specificaties
- Processor Z80
- Upper-Lower case alphanumeric and graphics characters
- Serial I/O V24 (RS232) (300 or 1.200 baud)
- Parallel I/O for Printer
- Interface for S-100 bus expansion
- Dual cassette I/O interface 300 - 1.200 baud
- Video I/O for Monitor
- Alphanumeric Keyboard with numeric Pad
- User programmability in Standard Basic, extended Basic, Cobol and Fortran

## Prijslijst bij de introductie
| uitvoering   | Prijs      |
| ------------ | ---------- |
| 8K RAM unit  | f 2.898,-- |
| 16K RAM unit | f 3.298,-- |
| 32K RAM unit | f 3.998,-- |
| 48K RAM unit | f 4.698,-- |

## Beschrijving
De grafische mogelijkheden van de Exidy Sorcerer waren indrukwekkend in die tijd. Door alleen zwart-witbeeld te ondersteunen, was een relatief hoge resolutie van 512x240 punten mogelijk. De Sorcerer gebruikte hiervoor een unieke methode. Door de hoogste 128 ASCII tekens in RAM te plaatsen kon de gebruiker ze zelf veranderen. Groot voordeel was dat het videogeheugen, dat de 64 karakters op 30 regels plaatste, erg snel was.

Hierboven de 128 standaard lettertekens die vastlagen en in het ROM geheugen waren opgeslagen.
De resolutie per karakter was 8 x 8 bits.

## 8-Track cartridges
Aan de rechterzijkant van de Sorcerer zat een gleuf waarin een 8-track cartridge paste, die in plaats van de gebruikelijke tape een print boardje met een aantal (ep)rom chips bevatte, met daarop een programma. Ten tijde van de introductie een uniek concept, door het simpel inklikken van een pac was meteen het programma beschikbaar.
De volgende pac's waren te koop:
- Wordprocessing pac (420 gulden) voor tekstverwerkingsdoeleinden
- Development pac (187 gulden) is een volledige Z-80 assembler/disassembler, line editor, operating system/debugger met I/O routines
- EPROM pac (75 gulden) voor het opslaan en zelf programmeren van eigen programma's
- Standaard Basic Pac bevat Altair 8 Kbyte BASIC (werd standaard meegeleverd of los voor 137 gulden)

Voor tekstverwerking werd het pakket Spellbinder gebruikt.
Dit programma was een sterk verbeterde versie van de Wordprocessing pac en het werd later uitsluitend op diskette geleverd.

## Links op het internet
- Exidy Sorcerer at computer-museum.nl